# Companyia Lliure de Declamació
La Companyia Lliure de Declamació va ser una companyia de teatre fundada en 1894 per Felip Cortiella, d'ideologia anarquista, i dissolta el 1896. També hi col·laborà Ignasi Iglesias. Va ser una de les companyies que presentaven una renovació al teatre del final del segle xix, com també el Théâtre Libre de André Antoine.
Aquesta companyia de teatre va ser creada pel dramaturg Felip Cortiella en arribar a Barcelona després d'una estança a Madrid. Amb aquesta companyia, Cortiella va introduir autors moderns, que havia conegut gràcies a la seva feina de tipògraf. Van actuar a teatres barcelonins, ateneus i centres obrers. Van presentar per exemple les obres Nora i Casa de nines, d'Ibsen, aquesta darrera per primer cop en tot Espanya; i també algunes obres rebutjades per les productores de teatre més conservadores, com per exemple, Senyors de paper, de Pompeu Gener, o El mundo que muere y el mundo que nace, de Teresa Claramunt. La companyia va encarregar a Cortiella que escrivís el seu assaig El teatro y su fin per a donar a conéixer el "teatre sociològic".
Com a conseqüència de l'atemptat del carrer dels Canvis Nous de 1896, la companyia, pel fet de ser anarquista i com va ocórrer en general amb el moviment llibertari, va ser dissolta i el grup va ser perseguit i va patir represàlies. A partir de 1897 Cortiella va començar a escriure obres de teatre pròpies i en 1902 va crear una nova companyia de teatre, l'Agrupació Avenir, al barri del Poble Sec de Barcelona.

## Teatro Social
La Companyia Lliure de Declamació va editar un butlletí anarquista de teatre, anomenat Teatro Social, amb la idea de repartir-lo durant les seves presentacions. Només va poder-ne sortir un número, publicat el 23 de maig de 1896 i distribuït des de llavors, i estava dedicat majoritàriament a Ibsen. Tenia una biografia i un gravat d'ell i hi destacava haver creat un "teatre sociològic" i la seva dramatúrgia revolucionària.